# Po babičce klokočí
Po babičce klokočí s podtitulem Největší hity dvojice Šlitr - Suchý zpívá Jiří Suchý (2002) je výběrové album písniček ze Semaforu pojmenované podle prvního verše písně Klokočí. Album vydal Multisonic jako CD i MC pod producentským dohledem Karla Vágnera, který napsal také krátké sleeve-note, kde vzpomíná na to, jak v roce 1969 do Semaforu nastoupil. Doprovod k písním byl nahrán podle všeho nově ve studiu Charlies company s.r.o v Průhonicích Orchestrem Karla Vágnera v aranžích Petra Maláska a Vladimíra Popelky. Dále účinkují také Bambini di Praga, Tereza Vágnerová, Josef Vágner a Ivan Korený.

## Seznam písní
1. „Mississippi“
2. „Dítě školou povinné“
3. „Klokočí“
4. „Co já všechno dovedu“
5. „Máme rádi zvířata“
6. „Purpura“
7. „Králíku“ („Run, Rabbit, Run“) (Noel Gay, Ralph Butler; český text Jiří Suchý)
8. „Sluníčko“
9. „Takový je život“ („Potkal potkan potkana“)
10. „Pramínek vlasů“
11. „Píseň o vyšinutém trpaslíkovi“ („Je cherche après Titine“) (Léo Daniderff[1] / Louis Mauban a Marcel Bertal; český text Jiří Suchý)
12. „Cha - cha“  („The Laughing Policeman“) (Charles Jolly (pseudonym Charlese Penroseho)[2], upravil Petr Malásek / Jiří Suchý)
13. „Kočka na okně“
14. „Klokočí“ (bonus) – zpívá Jiří Šlitr[3]

Pokud není uvedeno jinak, je autorem melodie Jiří Šlitr a autorem textu Jiří Suchý.